# Gesta Francorum et aliorum Hierosolimitanorum
 (octobre 2023).
Si vous disposez d'ouvrages ou d'articles de référence ou si vous connaissez des sites web de qualité traitant du thème abordé ici, merci de compléter l'article en donnant les références utiles à sa vérifiabilité et en les liant à la section « Notes et références ».
La Gesta Francorum et aliorum Hierosolimitanorum (Geste des Francs et des autres peuples lors du pèlerinage à Jérusalem) ou Histoire anonyme de la première croisade dans sa traduction française est un récit anonyme de la première croisade écrit en 1099 et 1101 par un chevalier ayant pris part à la croisade. 
Ce document constitue l'une des rares sources originales narrant cet événement. Il est publié dans le Recueil des historiens des croisades.

## Le récit
Une subdivision originale en dix parties semble être marquée dans l'ouvrage. On retrouve en effet dans le texte à intervalle régulier une action de grâce (doxologie) précédée d'une mention chronologique. Dans certains manuscrits, les initiales après ces formules sont écrites en rouge. Et ces subdivisions correspondent exactement aux sept premiers thèmes de l'Historia de Hierosolymitano itinere de Tudebode.
Chacune de ces subdivisions a une certaine cohérence interne et chacune semble avoir été écrite en une fois.
On retrouve :
- Dans la première partie : l'appel à la croisade, le massacre de la croisade populaire à Civitot, l'arrivée des chefs croisés à Constantinople et leur serment d'allégeance à l'empereur Alexis et l'annonce de la croisade au siège d'Amalfi suivi du voyage des Normands jusqu'à Constantinople.
- Dans la seconde partie : la traversée du Bosphore et la prise de Nicée.
- Dans la troisième partie : la bataille de Dorylée.
- Dans la quatrième partie : la traversée du désert.
- Dans la cinquième, sixième et septième parties : le siège d'Antioche
- Dans la huitième partie : la prise d'Antioche
- Dans la neuvième partie : le second siège d'Antioche
- Dans la dixième partie : la reprise de la route vers Jérusalem, son siège et sa prise puis la bataille d'Ascalon.

La valeur du témoignage du chevalier anonyme est grande. Il semble bien informé et est très complet depuis l'embarquement de Bohémond jusqu'à la bataille d'Ascalon pour tout ce qu'il vit lui-même personnellement. Pour le reste, il a parfois des renseignements de seconde main plus douteux. Et comme il écrit une histoire personnelle, les événements extérieurs n'y apparaissent pas s'ils ne servent pas le récit. Par exemple le concile de Clermont qui est à l'origine de la croisade n'est pas mentionné, le récit commençant au moment où Bohémond de Tarente est informé du mouvement des chevaliers francs, ni le voyage des autres armées jusqu'à Constantinople. Il donne également de nombreuses dates qui, de même que les faits qu'il expose sont confirmés par d'autres sources indépendantes. 
On peut déjà voir dans ce récit une œuvre originale de par sa conception personnelle, intime, vivante, simple et hors du cadre littéraire instauré par les lettrés de l'époque, près d'un siècle avant les mémoires personnelles de Villehardouin.

## L'œuvre

### Le moment de l'écriture
L'écriture de la Gesta Francorum et aliorum Hierosolimitanorum est contemporaine des événements décrits bien qu'on ne puisse lui donner une date d'écriture précise. Ekkehard, un moine de l'abbaye de Bamberg dans le Saint Empire en parle en 1101 soit deux ans après la bataille d'Ascalon (12 août 1099) qui conclut le livre. De son côté, Robert le Moine raconte qu'à la demande de Bernard, abbé de Noirmoutier, décédé en 1107, il transcrivit, combla les lacunes et mit sous une forme plus correcte une histoire de la croisade qui omet le concile de Clermont ce qui est une caractéristique de l'ouvrage de l'Anonyme. Son œuvre a de plus une dépendance forte à la Gesta francorum. En 1108, Baudri de Bourgueil écrit sa chronique Historia Hierosolymitana d'après ce texte et se vante d'avoir mis en beau langage l'œuvre  « rustique » de cet anonyme.
L'écriture du texte semble avoir connu plusieurs phases. Une écriture sous la forme d'une espèce de carnet de voyage, avec le récit des événements pris sur le vif et des formules qui indiquent des interrogations sur un futur non connu, des prévisions, et d'autres passages plus réfléchis avec au contraire dans le récit des événements des anticipations sur le futur. L'Anonyme insère également dans la chronologie des faits qu'il n'apprendra que par la suite.

### Style
Quant au récit en lui-même, comme l'ont noté ses contemporains, il est assez simple, dans un style très éloigné des règles de la rhétorique classique et dans une langue très incorrecte ce qui a valu à son auteur de nombreuses critiques et un travail de correction grammaticale et stylistique pour ses nombreux transcripteurs et compilateurs qui vont alourdir, rendre souvent incompréhensible par des ajouts stylistiques, de gnoses, de commentaires... un texte simple et limpide. 
Le récit, loin des règles canoniques, se rapproche d'un style oral que l'auteur devait sans doute parler. La langue est un latin abâtardi, entre le latin, le français et l'italien selon Louis Bréhier et le vocabulaire utilisé est assez pauvre, imprécis. L'auteur avait sans doute conçu son récit comme des notes personnelles, un récit de voyage pour son propre usage ou à celui de ses compagnons, mais pas à destination d'une large postérité. Cela peut expliquer ce qu'on a pu considérer comme des lacunes dans son texte : il fait apparaître des personnages comme le comte Roger sans explications, fait revenir une ambassade sans l'avoir fait partir... Autant de signes d'une écriture, non pour une postérité lointaine mais pour soi-même où quelques compagnons capables de comprendre sans explications. 
Le récit paraît naïf et sincère, il témoigne d'un enthousiasme religieux, d'une ardeur, une haine des infidèles. L'auteur témoigne autant des grandes batailles héroïques que du quotidien parfois dur. Il s'arrête longuement sur les problèmes de ravitaillement, les prix des denrées et d'autres détails quotidiens loin de la grande Histoire de la Croisade. En revanche, en bon chevalier occidental, les nombreux massacres ne semblent pas l'émouvoir, il estime les vertus chevaleresques des croisés, mais également des Turcs et témoigne de nombreux préjugés anti-grecs, mais aussi d'une connaissance peu exacte du monde musulman, qu'il considère comme polythéiste.

## Son auteur

### Un auteur anonyme
L'auteur du récit ne donne à aucun endroit du texte son nom ou des indications précises sur son origine et ses contemporains qui le citent ne nous en disent pas davantage. Il a pour le moment résisté à toute tentative d'identification précise. Le texte est écrit à une très discrète première personne, puisque même si la narration à la troisième personne est largement majoritaire dans l'œuvre, on retrouve dans un certain nombre de passages une narration à la première personne du pluriel qui semble inclure un narrateur. Les historiens qui ont commenté cette œuvre comme Louis Bréhier sont unanimes pour conclure que l'auteur est le narrateur et qu'il a participé en personne aux faits qu'il rapporte du fait de sa très grande exactitude et de sa précision. L'auteur raconte donc dans ce récit l'histoire qu'il a vécue sans se mettre en avant, en se concentrant sur les hauts faits, auxquels il participe parfois.

### Quelques indices sur son origine et sa vie
En considérant l'auteur comme le narrateur et le récit comme un récit de voyage que vit l'auteur, ainsi qu'en étudiant le vocabulaire utilisé, on peut néanmoins dessiner un portrait de l'auteur :
- Il est originaire d'Italie méridionale. 
  - Le récit débute par la marche de Bohémond de Tarente et des Normands d'Italie depuis le siège d'Amalfi dans le Sud de l'Italie à travers les Balkans jusqu'à Constantinople où ils retrouvent les autres croisés du voyage desquels l'auteur ne parle pas. L'auteur fait partie et suit la troupe de Bohémond dans son récit.
  - Il fait référence aux chevaliers venant de France, comme des seigneurs d' « outre-monts ».
  - Enfin, il se définit, lui et ses compagnons comme des Longobards, c'est-à-dire des habitants de l'ancien thème byzantin de Longobardie situé dans la botte de l'Italie. À cette époque, seul un Italien de cette région utilise ce terme. Il semblerait d'ailleurs qu'il soit plutôt originaire d'Italie et non d'origine normande comme les princes et un certain nombre de nobles de cette région, mais on ne peut conclure définitivement sur ce point.
- Il est noble mais pas clerc. Dans son récit, il met une certaine distance entre les seigneurs croisés dans lesquels il se comprend et le reste, « la menue gent », « les pauvres » et oppose également les clercs priant lors des batailles et les combattants dont il fait partie. Discrètement, il indique ses propres faits d'armes comme l'escalade d'Antioche avec Bohémond.
- Il est un chevalier moyen. Il ne semble connaître que par ouï-dire les décisions des chefs comme ce qu'il s'est dit à Constantinople lors de la rencontre entre l'empereur et les barons croisés. En revanche il semble assez bien informé ce qui suppose une certaine situation, il semble également faire partie du conseil de guerre réuni après la découverte de la Sainte Lance.

À partir de ces éléments, on peut supposer que l'auteur fait partie de la classe des chevaliers moyens, fieffés et donc de quelques importance au sein de l'armée croisée et en particulier celle conduite par Bohémond de Tarente, qui est probablement le suzerain de l'Anonyme qui lui applique systématiquement des épithètes empathique quand il le nomme et fait précéder son nom du terme de dominus, qu'il ne donne à aucun autre chef franc.
L'auteur suivra Bohémond jusqu'à Antioche. Il part avec lui du siège d'Amalfi où ils quittent le comte Roger de Sicile, le suit à travers les Balkans et la Grèce jusqu'à Constantinople. Là il passe le Bosphore sans passer par Constantinople avec Tancrède de Hauteville, neveu de Bohémond alors que ce dernier rejoint les chefs de la Croisade dans la capitale impériale. Il suivra ensuite l'armée de Bohémond au siège de Nicée, à la bataille de Dorylée et aux deux sièges d'Antioche. Mais quand Bohémond se sépare des autres croisés pour rester à Antioche qu'il a obtenu, l'auteur quittera son suzerain pour rester dans l'armée qui part vers Marra sous le commandement du comte de Toulouse Raymond de Saint-Gilles. Il suivra avec lui le siège et la prise de Jérusalem et la victoire d'Ascalon qui clôt le récit.

## Manuscrits
Il existe 7 manuscrits connus de ce texte dont 5 localisés.
Ces manuscrits sont classés en 3 versions du texte :
- Le manuscrit A est l'hypothétique manuscrit original disparu. On considère qu'il existe 3 copies anciennes proches de cet original : les manuscrits A1 (conservé à la Bibliothèque nationale de Madrid), A2 (Bibliothèque du Vatican) et A3 (Bibliothèque du Vatican). Ils partagent une orthographe archaïque, sans glose, ni interpolation ou développement. A2 semble dater d'après le style de l'écriture de la première moitié du XIIe siècle et A3 semble être une copie de A2. Tous deux partagent les mêmes épithètes emphatiques pour Robert de Normandie, possible commanditaire de ces copies.
- Une version B avec une orthographe archaïque  mais de nombreuses additions, de nouveaux passages, des rajouts systématiques d'épithètes, une mise au style direct des paroles… C'est la version de l'édition de Bongars publié au XVIIe d'après deux manuscrits, ceux de Petan (sûrement A3) et de Camden (perdu).
- Une version C, corrigée et remaniée sur le contenu et l'orthographe avec un manuscrit C1 (Bibliothèque de l'Escurial), C2 (Bibliothèque de Cambridge, datant du XIIIe ou XIVe siècle) et un C3 disparu depuis 1895.

## Éditions
- (en) sur legacy.fordham.edu
- (la) sur la bnf
- (la) sur the latin library